# Cytisus baeticus
Cytisus baeticus är en ärtväxtart som först beskrevs av Philip Barker Webb, och fick sitt nu gällande namn av Ernst Gottlieb von Steudel. Cytisus baeticus ingår i släktet kvastginster, och familjen ärtväxter. Inga underarter finns listade i Catalogue of Life.

## Bildgalleri

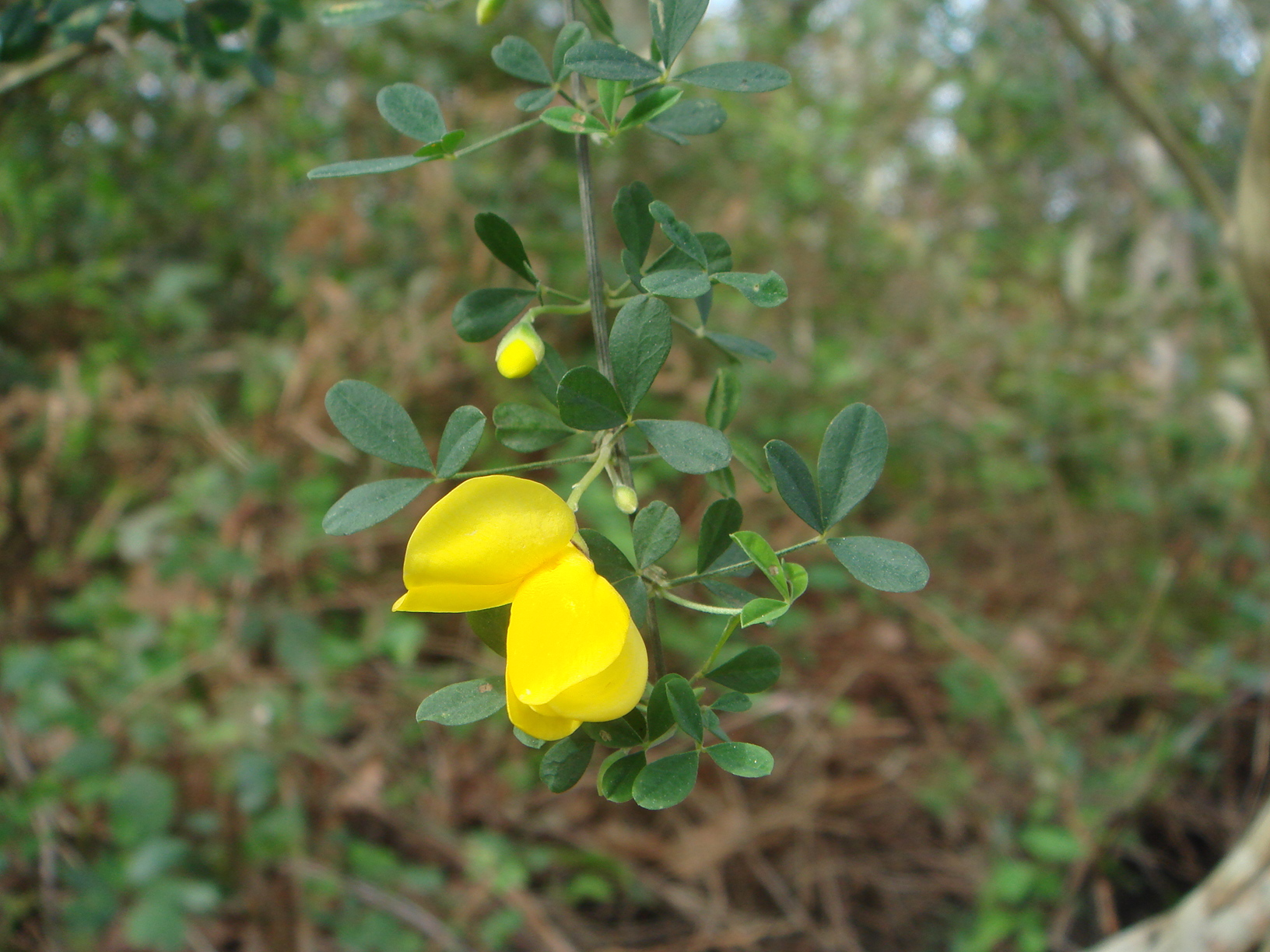
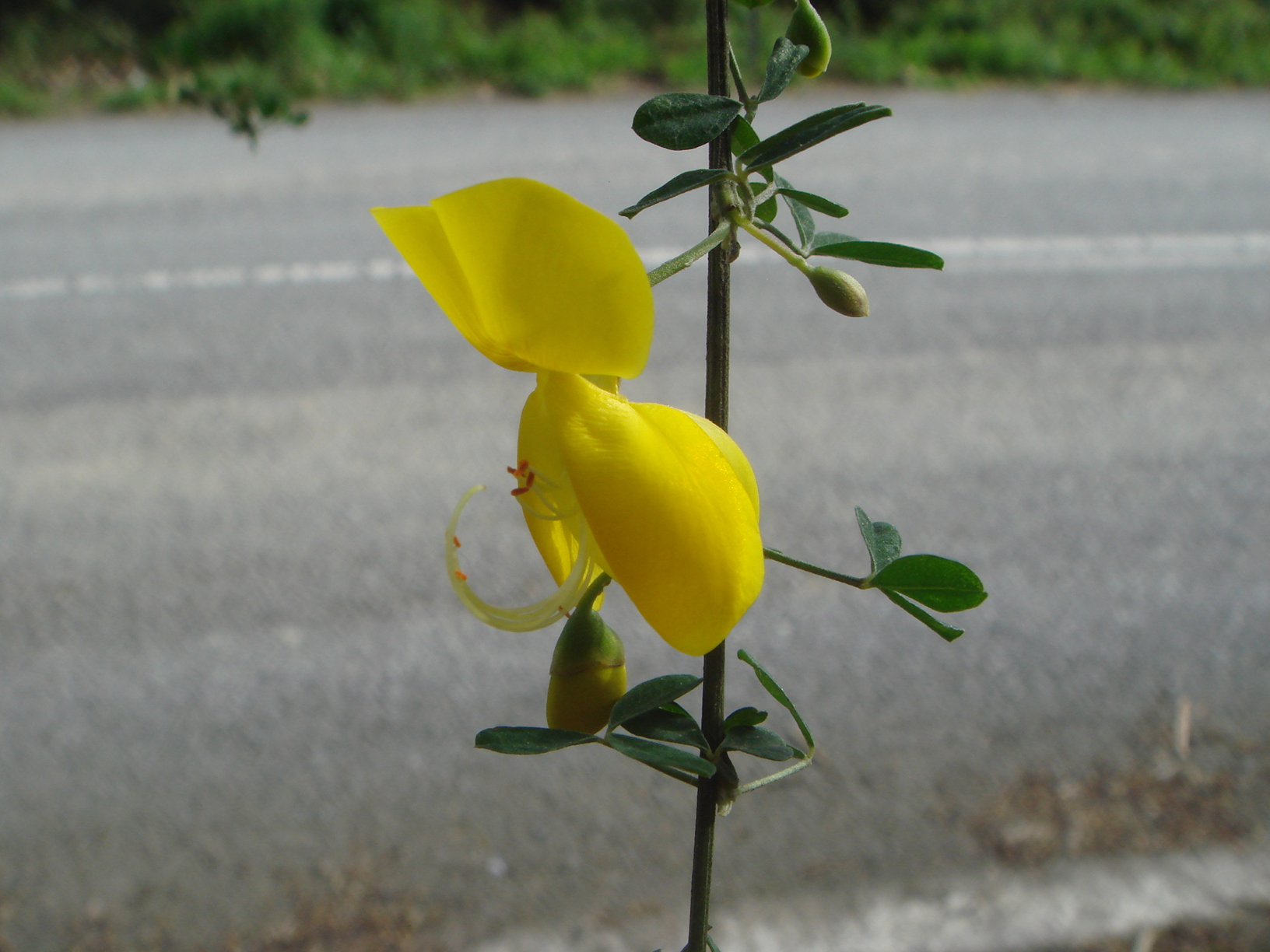
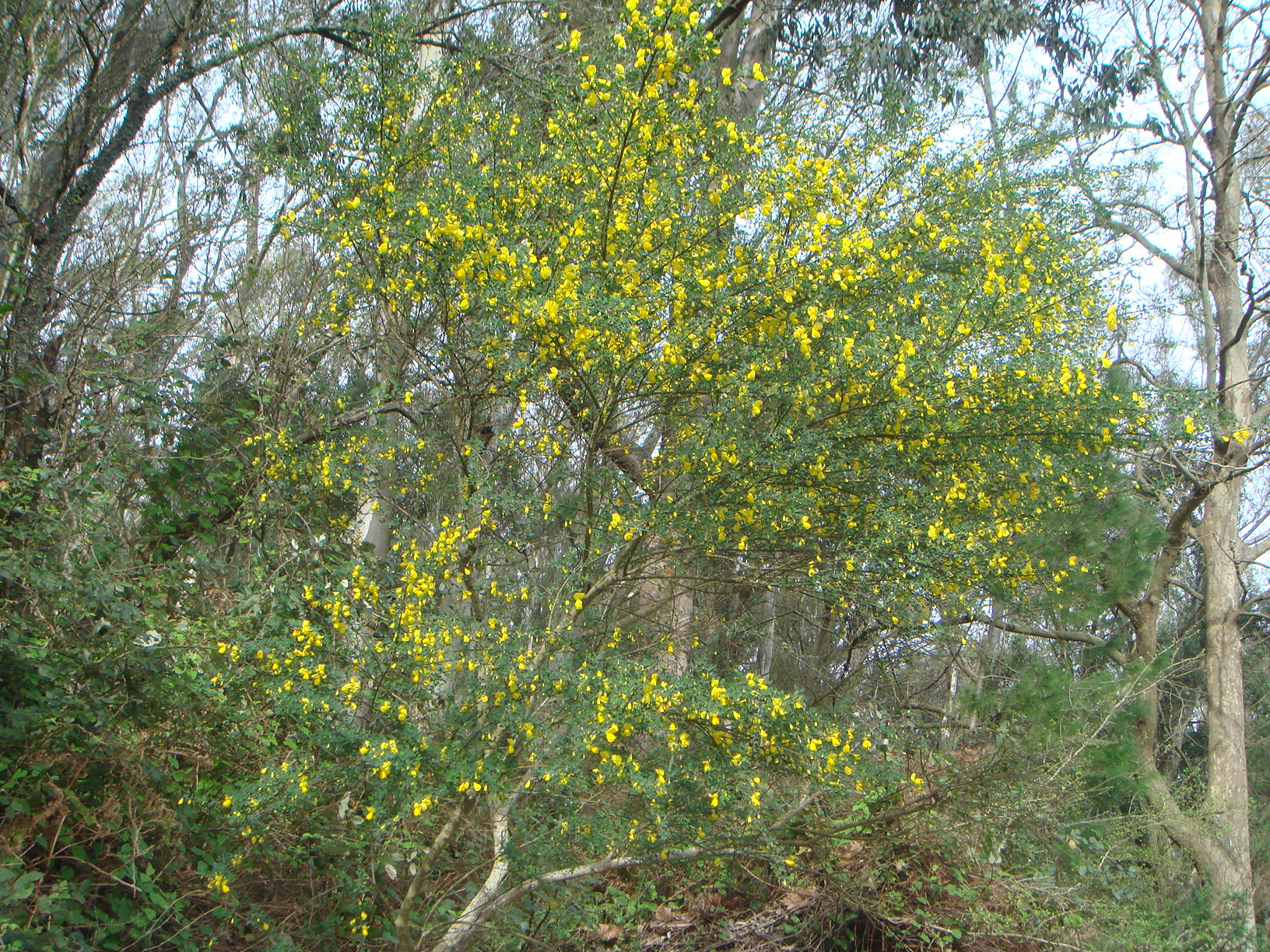
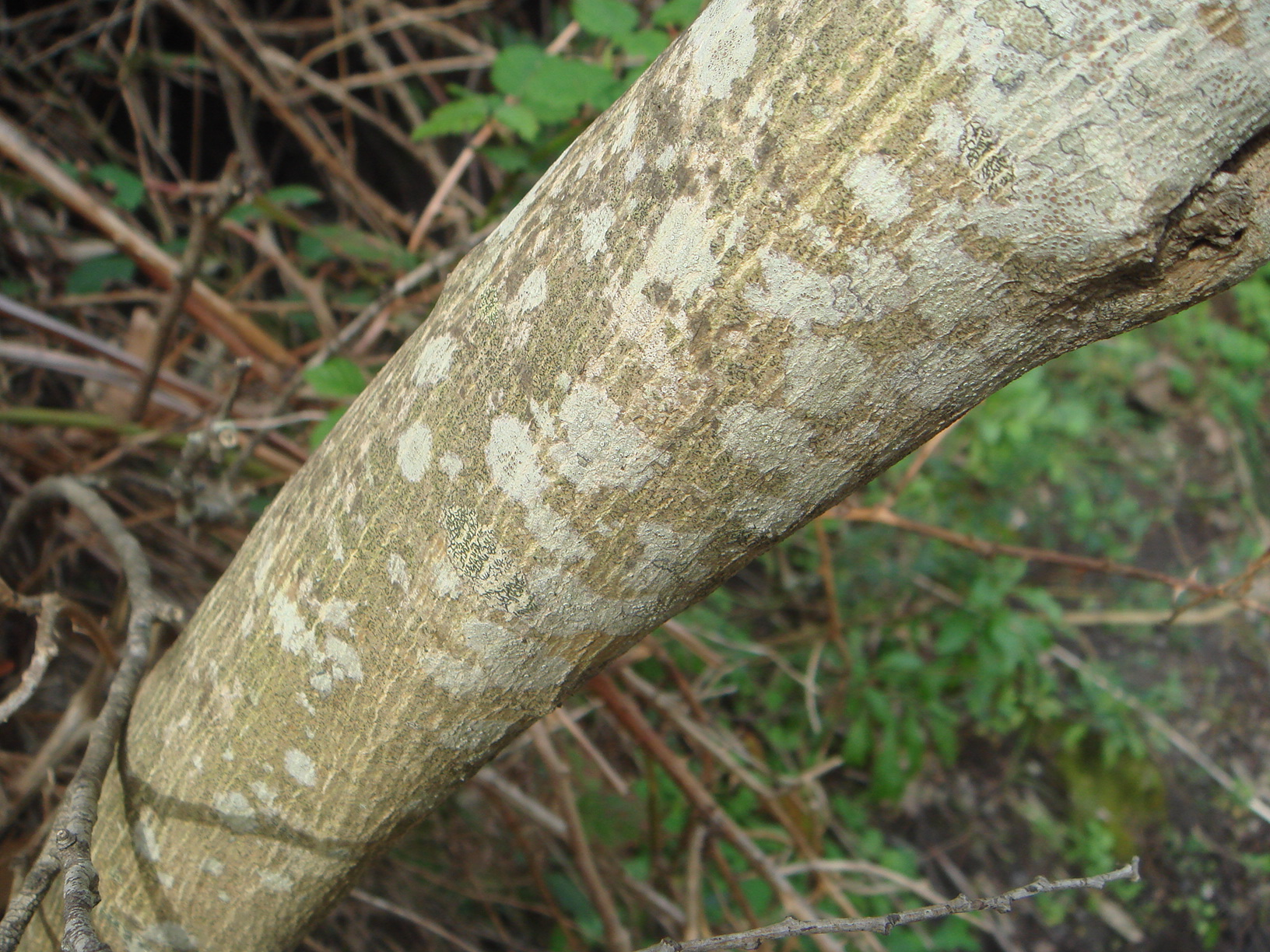
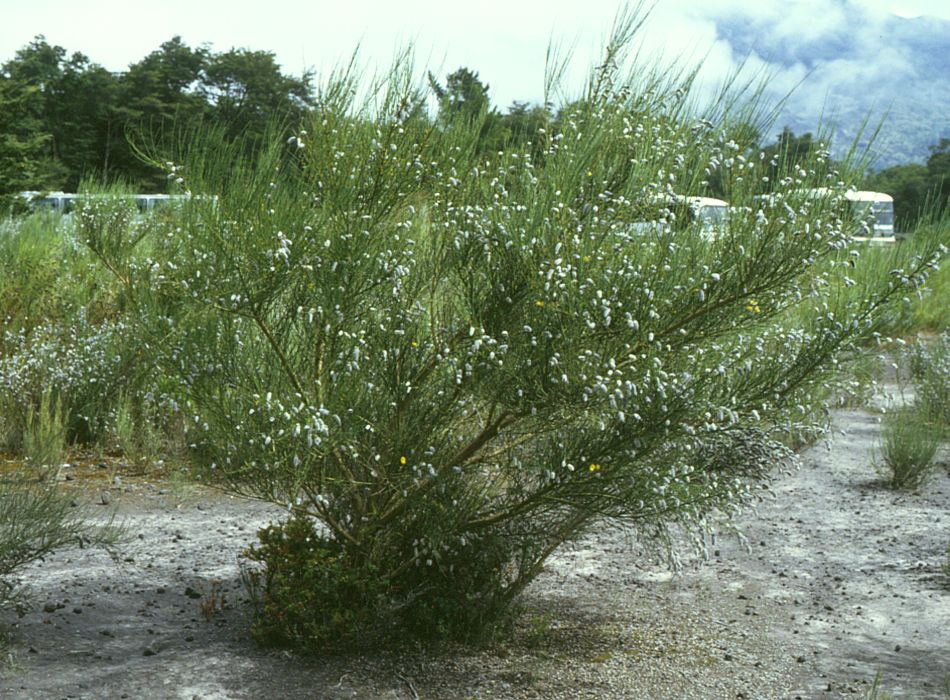
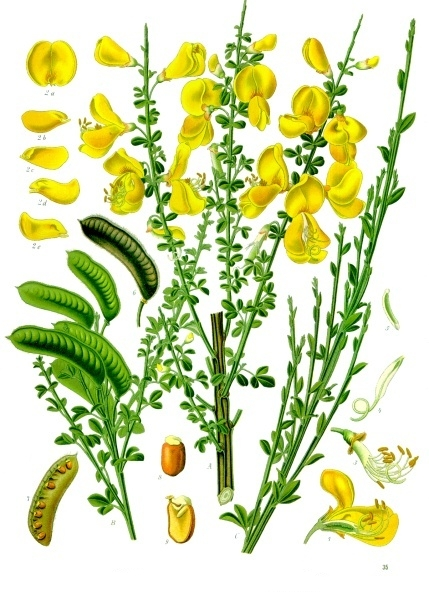